# Amenemhat V
Amenemhat V – faraon, władca starożytnego Egiptu z XIII dynastii, z czasów Drugiego Okresu Przejściowego. 
Panował w latach 1796–1793 p.n.e. lub 1786–1781 p.n.e. Według Kanonu turyńskiego, trzeci władca XIII dynastii, sprawujący rządy cztery do pięciu lat.
Jednym z niewielu zabytków, dokumentujących istnienie tego władcy jest wzmianka o nim umieszczona w Karnaku (występuje tam pod imieniem Ameny Chemau) oraz fragmenty rozbitej statuy, odnalezionej na Elefantynie. Miejsce pochówku władcy nie zostało odnalezione. 

## Tytulatura
| M23 · X1 | L2 · X1 |

| M23 · X1 | L2 · X1 |

| ra | s | sxm | kA |

| ra | s | sxm | kA |

| ra | s | sxm | kA |

| ra | s | sxm | kA |

| M23 · X1 | L2 · X1 |

| M23 · X1 | L2 · X1 |

| ra | s | sxm | kA |

| ra | s | sxm | kA |

| ra | s | sxm | kA |

| ra | s | sxm | kA |

| M23 · X1 | L2 · X1 |

| M23 · X1 | L2 · X1 |

| ra | sxm | kA |

| ra | sxm | kA |

| ra | sxm | kA |

| ra | sxm | kA |

| M23 · X1 | L2 · X1 |

| M23 · X1 | L2 · X1 |

| ra | sxm | kA |

| ra | sxm | kA |

| ra | sxm | kA |

| ra | sxm | kA |

| G39 | N5 |

| G39 | N5 |

| M17 | Y5 · N35 | G17 | F4 · X1 |

| M17 | Y5 · N35 | G17 | F4 · X1 |

| M17 | Y5 · N35 | G17 | F4 · X1 |

| M17 | Y5 · N35 | G17 | F4 · X1 |

| G39 | N5 |

| G39 | N5 |

| M17 | Y5 · N35 | G17 | F4 · X1 |

| M17 | Y5 · N35 | G17 | F4 · X1 |

| M17 | Y5 · N35 | G17 | F4 · X1 |

| M17 | Y5 · N35 | G17 | F4 · X1 |